# D-Block & S-te-Fan
D-Block & S-te-Fan, de leurs vrais noms Diederik Bakker et Stefan den Daas, est un groupe néerlandais de hardstyle. Le groupe, comme pour la plupart des producteurs hardstyle, est considéré comme l'un des plus populaires du genre par la presse spécialisée.

## Histoire

### Débuts
Diederik Bakker & Stefan den Daas se rencontrent à La Haye, aux Pays-Bas, à la fin 2004 et décident de former un duo ensemble. Ils participent à de nombreux et célèbres festivals comme Bassevent et Defqon.1. Diederik est un passionné de mélodie ; durant sa jeunesse, il assiste aux productions musicale de son père à Amsterdam. Stefan, lui, débute dans la composition au début des années 1990 en parallèle à l'émergence du happy hardcore. Pour leurs créations musicales, ils expliquent s'inspirer d'autres compositeurs tels que DJ Isaac, Lady Dana et The Prophet. Ils seront, avec notamment Headhunterz, le pionnier du nu-style. 
Au fil de leur carrière, ils engrangent un succès phénoménal grâce à des titres comme Guilty, Will Be Kickin et Bass, puis lancent leur propre label Scantraxx Evolutionz, qui est aussi le sous-label de Scantraxx, le label hardstyle de The Prophet. 
À cette occasion, ils sortent des titres remarqués comme Evolutionz et Ride With Uz. La consécration arrive lorsqu'ils font paraître l'hymne officiel de Qlimax 2009, The Nature of our Mind. Ils succèdent ainsi à Technoboy en 2008, et à Headhunterz en 2007. 
En 2009, ils font paraître leur premier album studio Music Made Addictz, qui inclut notamment des collaborations avec des producteurs comme Wildstylez, DJ Isaac, et High Voltage, en plus de producteurs gabber comme Nosferatu, Endymion et Ruffneck, ainsi qu'un remix de Ride With Uz par le DJ Max Enforcer. L'album atteint la centième place des classements néerlandais le 10 octobre 2009, et est bien accueilli par la presse spécialisée. 
La même année, ils sont choisis par B2S pour participer à la soirée Thrillogy 2009, qui se déroule au Brabanthallen aux Pays-Bas.

### Premiers albums
En 2010, ils parviennent à participer à l'événement X-Qlusive de janvier 2011 organisé au Heineken Music Hall (7500) d'Amsterdam par la société Q-dance. En attendant l'événement, ils composent un titre pour les dix années de Q-dance, une soirée qui se déroulera à l'Amsterdam Arena devant 40 000 personnes, et participe à Mystery Land devant 65 000 personnes. Ils atteignent en parallèle à la 73e place au top 100 du DJ Mag et sont récompensés dans la catégorie de « meilleur duo de hard-dance au monde ».  
Le 29 janvier 2011, leur second album, Rockin' Ur Mind, atteint la quarante-neuvième place des classements musicaux néerlandais pendant quatre semaines. À l'occasion de l'Intents Festival 2011, ils s'occupent de faire l'anthem de cet événement : The Magical Mystery en collaboration avec MC Villain. En 2014, ils font paraître aux côtés d'Isaac, un nouvel EP intitulé Alive, bien accueilli sur Partyflock d'une note sur 72 sur 100. 

### DBSTF etAntidote

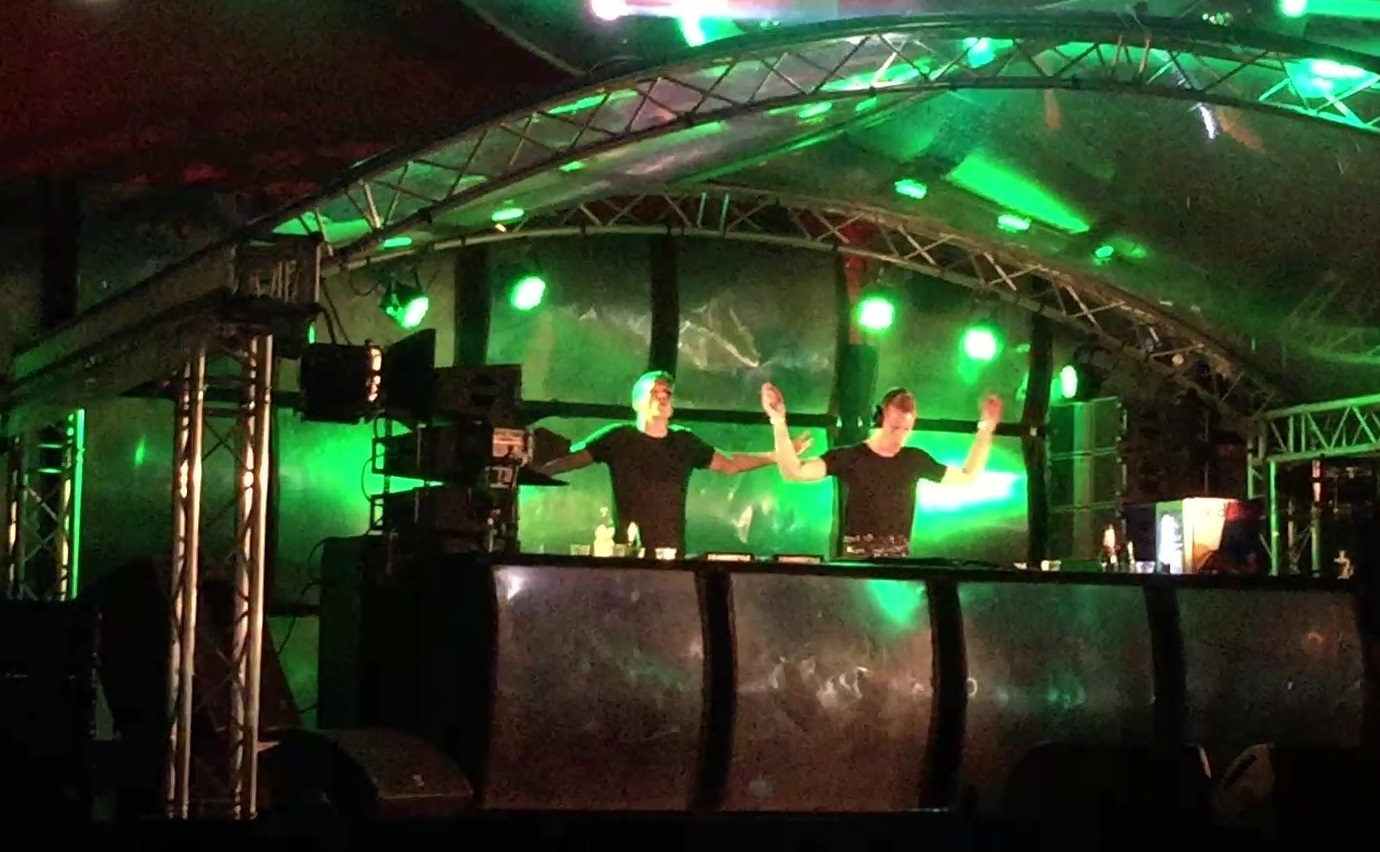
D-Block & S-te-Fan à Airbeat One, en 2016.

En 2015, le duo annonce la création de leur alter-ego nommé DBSTF pour la big room, ils signent chez Maxximize Records
Dans une entrevue en 2015 postée sur hardnews.nl, le groupe explique emprunter un nom différent, DBSTF, pour la publication de leurs futures chansons qui, selon leur terme, « vont au-delà du hardstyle. »
En début septembre 2017, ils publient leur troisième album studio intitulé Antidote, sur la plupart des plateformes de téléchargement. 

### Ghost Stories
En plus des 2 amis, la sœur de Diederik - prénommée Evelyn Bakker - les rejoint pour former le groupe. Evelyn apporte une touche sensuelle et émotive, avec sa voix douce et impactante. Elle chante en live lors des sets de Ghost Stories. Ils sont alors vêtus de blanc, et portent un masque blanc également, avec leur logo noir représentant un fantôme à capuche, levant les bras.

### Classements Q-dance
Chaque année, Q-dance propose à tous les fans de hardmusic de voter pour leurs 10 tracks préférés de l'année, en les classant de 1 à 10. Le classement final du top 100 est révélé le 31 décembre, les 10 premiers tracks sont joués lors des 30 dernières minutes de l'année, et le track de l'année est joué en direct par le grand gagnant. Le festival durant lequel est révélé le classement était la **Wow Wow**, puis l'**EpiQ** en 2019. Malheureusement, à cause de l'épidémie de la Covid19, il n'y a pas eu d'édition 2020 du festival.
2018 - positions
- 36e : Gave U My Love
- 23e : The Ultimate Celebration (avec Frequencerz)
- 16e : Twilight Zone
- 7e  : Ghost Stories

2019 - positions
- 88e : Rebel (Sound Rush Remix)
- 48e : Forthenite
- 46e : Wolves Cry (avec Wildstylez)
- 39e : Open Your Mind (de l'album Ghost Stories)
- 16e : World Renowned (avec DJ Isaac)
- 15e : Sound of Thunder (D-Sturb Remix)
- 10e : Fallen Souls
- 5e  : Brace Yourself (IMPAQT 2019 Anthem)
- 1er  : Darkest Hour (The Clock) (avec les Sub Zero Project) (de l'album Ghost Stories)

2020 - positions
- 43e : Trouble (avec Villain)
- 38e : Walt - Let the Music Play (D-Block & S-te-Fan Remix)
- 34e : Love on Fire
- 21e : The Enemy (You Cannot See) (de l'album Ghost Stories)
- 19e : Lake of Fire (de l'album Ghost Stories)
- 9e : Feel It! (avec D-Sturb)
- 8e : Feel Inside
- 6e : Harder State of Mind (avec DJ Isaac)
- 5e : Primal Energy (Defqon1 2020 Anthem)

## Discographie

### Albums studio
- 2009 : Music Made Addictz
- 2011 : Rockin' ur Mind
- 2017 : Antidote

### Compilations
- 2009 : Music Made Addictz 001: Sound of Thunder (feat. MC Villain)
- 2009 : Music Made Addictz 002: Music Is Why (feat. DJ Isaac)
- 2009 : Music Made Addictz 003: Shiverz (feat. High Voltage)
- 2009 : Music Made Addictz 004: The Human Soul (feat. Wildstylez)

### Singles
- 2005 : Rock Diz Joint/Freak on it! (vs. Tha Bazzpimpz)
- 2005 : Fresh New Beat
- 2006 : Keep it Coming / Our Way (avec Villain)
- 2006 : U Will Be Dancing
- 2007 : Guilty / We Be Kickin’ Bass
- 2008 : Evolutionz / Part of the Hard (avec Villain)
- 2008 : Ride Wit Uz / Stronger
- 2008 : Kingdom / Total Eclipz
- 2009 : Creation of Life (Reverze 2009 Anthem) (feat. Coone)
- 2009 : Rock Diz / In Other Wordz (vs. Deepack)
- 2009 : Crank (vs. Coone)
- 2009 : Music Made Addict / Shallow Planet
- 2009 : The Nature of Our Mind (Qlimax Anthem 2009)
- 2009 : Let It Go (feat. Josh & Wesz)
- 2009 : Supernova
- 2009 : Dreamers of Dreamz
- 2009 : Teqnology
- 2009 : Let’z Dance
- 2009 : Ultimate High
- 2009 : Ride Wit Uz
- 2009 : The Essence of Sound
- 2010 : Together / Alone
- 2010 : A Decade of Dedication (anthem de 10 Years of Q-dance - De Q-dance Feestfabriek) (avec MC DV8 and Villain)
- 2010 : Revelation / Anger
- 2011 : Kingdom
- 2011 : Music Made Addict
- 2011 : Evolutionz
- 2011 : Part of the Hard (avec Villain)
- 2011 : Loopmachine
- 2011 : Speed of Sound (vs. DJ Isaac)
- 2011 : Rockin ur Mind
- 2011 : Madhouse (avec Zatox)
- 2012 : Take Me There / Our Music
- 2012 : Rebel
- 2014 : Alive (avec DJ Isaac)
- 2015 : Louder (avec Rebourne)
- 2016 : Parnassia (DBSTF avec Blasterjaxx)
- 2016 : Into the Light (DBSTF avec Sick Individuals)
- 2016 : Afreaka (avec DBSTF)
- 2017 : Noise (avec DBSTF et Dannic)
- 2017 : Angels and Demons
- 2017 : Promised Land
- 2018 :  Twilight Zone
- 2018 :  Ghost Stories
- 2018 :  Kingdom Shiverz
- 2018 :  Gave U My Love
- 2018 :  We Don't Stop (Lights Out)  (avec Villain)
- 2018 :  The Ultimate Celebration (Official [ntents Festival Anthem 2018) (avec Frequencerz)
- 2018 :  Angels and Demons (remixé par Darren Styles)
- 2019 : Wolves Cry (avec Wildstylez)
- 2019 :  Forthenite
- 2019 :  Darkest Hour (The Clock) (avec Sub Zero Project)
- 2019 :  World Renowned (avec DJ Isaac)
- 2019 :  Open Your Mind
- 2019 :  Drop It Down
- 2019 :  Brace Yourself (Impaqt Anthem 2019)
- 2019 :  Fallen Souls
- 2019 :  Rebel (remixé par Sound Rush)
- 2019 :  Sound of Thunder  (remixé par D-Sturb)
- 2019 :  Supernova  (remixé par Devin Wild)
- 2020 :  Feel It  (avec D-Sturb)
- 2020 :  Lake on Fire
- 2020 :  Primal Energy  (Defqon.1 Anthem 2020)
- 2020 :  Love on Fire
- 2020 : Bla Bla (reprise hardstyle de la musique Bla Bla du DJ italien Gigi D'Agostino)
- 2020 :  The Enemy (You Cannot See)
- 2020 :  Harder State of Mind  (avec DJ Isaac)
- 2020 :  Feel Inside
- 2020 :  Sweet Dreams  (reprise d'Eurythmics)
- 2020 :  Trouble  (avec Villain)
- 2020 :  Walt - Let The Music Play (DBSTF Remix)
- 2020 :  Inside My Head
- 2021 :  New Year's Day
- 2021 :  Good Times
- 2022 :  Infinity   (avec Sefa)
- 2022 :  World of Dreams   (avec Frontliner)
- 2022 :  Primal Energy (Haunted Grounds)
- 2022 :  Slave To The Rave  (avec DJ Isaac)
- 2022 :  Deep In My Soul
- 2022 :  Fight For You
- 2023 :  Deep In My Soul (Dark Mix)
- 2023 :  Keepers Of Our Legacy   (avec Headhunterz)
- 2023 :  Devil's Night
- 2023 :  Someone To Believe In
- 2023 :  Reignite ft. Malukah  (avec Headhunterz)
- 2023 :  Spirit of the Wolf  (Knockout Outdoor 2023 Anthem)
- 2023 :  Come Alive  (avec D-Sturb)
- 2023 :  LOVE THE WAY  (Avec Rooler et Sickmode)
- 2024 :  Kamikaze  (avec Diandra Faye)

### Singles avec Deepack
- 2011 : DBSTP - The Dream Goes On
- 2018 : DBSTP - Blade Me Now
- 2018 : DBSTP - Rise & Fly
- 2019 : DBSTP - Love Don't Hurt Me
- 2020 : DBSTP - Set Everybody Free

### Remixes
- 2006 : Luna & Thilo - Existence
- 2008 : Coone - Words from the Gang
- 2008 : Beholder & Balistic - Decibel 2002 (D-Block & S-te-Fan’s 2008 Remix)
- 2008 : The Viper & G-Town Madness - Here it Comes
- 2010 : Headhunterz vs. Wildstylez - Blame It on the Music
- 2010 : The Pitcher - Start Rocking
- 2011 : Critical Mass - Burnin Love
- 2012 : Di-rect - Young Ones
- 2014 : Dash Berlin & Jay Cosmic feat. Collin McLoughlin - Here Tonight
- 2015 : Blasterjaxx & DBSTF - Beautiful World (D-Block & S-te-Fan Hardstyle Remix)
- 2020 : Gigi D'Agostino - Bla Bla
- 2020 : Eurythmics - Sweet Dreams